# Käls-Kryckeltjärnen
Käls-Kryckeltjärnen är en sjö i Vindelns kommun i Västerbotten och ingår i Umeälvens huvudavrinningsområde. Sjön har en area på 0,0358 kvadratkilometer och ligger 263 meter över havet. Sjön avvattnas av vattendraget Krycklan.

## Delavrinningsområde
Käls-Kryckeltjärnen ingår i det delavrinningsområde (713548-169451) som SMHI kallar för Ovan Stormyrbäcken. Medelhöjden är 276 meter över havet och ytan är 21,33 kvadratkilometer. Det finns inga avrinningsområden uppströms utan avrinningsområdet är högsta punkten. Krycklan som avvattnar avrinningsområdet har biflödesordning 3, vilket innebär att vattnet flödar genom totalt 3 vattendrag innan det når havet efter 79 kilometer. Avrinningsområdet består mestadels av skog (78 procent). Avrinningsområdet har 0,25 kvadratkilometer vattenytor vilket ger det en sjöprocent på 1,2 procent.